# Sub-Basement
Sub-Basement es el quinto álbum de estudio de a banda estadounidense de heavy metal Pentagram. Fue publicado en 2001 por Black Widow Records. Igual que sucedió con su antecesor, Joe Hasselvander toca todos los instrumentos en este disco debido a la falta de tiempo de sus demás integrantes.
De acuerdo a Bobby Liebling, este disco supone un impacto personal muy profundo en él, ya que en este periodo su adicción a las drogas estaba en un punto muy alto, y tal como sugiere el nombre del disco, vivió recluido por casi toda su vida en un sótano.
Originalmente Black Widow tenía previsto lanzar el álbum al mercado en 11 de septiembre de ese año, pero a consecuencia de los ataques terroristas del 9/11, su lanzamiento se pospuso seis días después.
Durante la grabación de este álbum, Pentagram aprovechó también para grabar los temas "Doctor Please", "Feathers From Your Tree" y "Dancing Madly Backwords" que harían parte de los álbumes tributo a Blue Cheer y Captain Beyond respectivamente.

## Lista de canciones
1. "Bloodlust" (Liebling) - 2:30
2. "Buzzsaw" (Liebling) - 2:29
3. "Drive Me to the Grave" (Hasselvander/Liebling) - 4:30
4. "Sub-Intro" (Hasselvander) - 4:00
5. "Sub-Basement" (Hasselvander/Liebling) - 6:00
6. "Go in Circles (Reachin' for an End)"(Hasselvander/Liebling/Palmer) - 5:16
7. "Mad Dog" (Liebling) - 2:17
8. "After the Last" (Hasselvander/Liebling) - 3:43
9. "Tidal Wave" (Hasselvander/Liebling) - 4:40
10. "Out of Luck" (Liebling) - 3:54
11. "Target" (Liebling) - 5:10

## Integrantes
- Bobby Liebling - voz
- Joe Hasselvander - todos los instrumentos

- Datos: Q7630572